# Europamästerskapet i fotboll för damer 1991

Länder som deltog i EM 1991:
Vinnare
Tvåa
Trea
Fyra
Kvartsfinalist
Övriga deltagare

Europamästerskapet i fotboll för damer 1991 som för första gången kallades UEFA European Women's Championship, var en fotbollsturnering för damlandslag som hölls i Danmark mellan 10 och 14 juli 1991.

## Kval
18 nationer deltog i kvalet som delades upp i 5 grupper. Grupp 1 och 2 med tre lag, grupp 3 till 5 med 4 lag vardera. Gruppsegrarna från samtliga grupper samt grupptvåorna från grupperna 3 till 5 gick vidare till en andra kvalomgång där de fick möta varandra i direkt avgörande dubbelmöten.

### Kvalificerade lag
Danmark

 Italien

 Norge

 Tyskland

## Slutspel

### Slutspelsträd
|  | Semifinaler  | Semifinaler |   |                | Final           | Final |  |
|  |              |             |   |                |                 |       |  |
|  |              |             |   |                |                 |       |  |
|  | Danmark      | 0 (7)       |   |                |                 |       |  |
|  | Norge (str.) | 0 (8)       |   |                |                 |       |  |
|  |              |             |   |                |                 |       |  |
|  |              |             |   |                |                 |       |  |
|  |              |             |   |                | Tyskland (e.f.) | 3     |  |
|  |              | Norge       | 1 |                |                 |       |  |
|  |              |             |   |                |                 |       |  |
|  |              |             |   |                |                 |       |  |
|  |              |             |   |                | Bronsmatch      |       |  |
|  |              |             |   |                |                 |       |  |
|  | Italien      | 0           |   | Danmark (e.f.) | 2               |       |  |
|  | Tyskland     | 3           |   |                | Italien         | 1     |  |

### Semifinaler
|       | 10 juli 1991 | Danmark | 0000 0 – 0 (e.fl.)         | Norge | Hjørring Stadion                                        |                                                         |
| 19:00 | 19:00        | | Rapport Uefa Rapport DBU   | | Hjørring Publik: 4 850 Domare: Lube Spassov (Bulgarien) | Hjørring Publik: 4 850 Domare: Lube Spassov (Bulgarien) |
| 19:00 | 19:00        | |                            | | Hjørring Publik: 4 850 Domare: Lube Spassov (Bulgarien) | Hjørring Publik: 4 850 Domare: Lube Spassov (Bulgarien) |
| 19:00 | 19:00        | Lisbeth Kolding Annette Thychosen Karina Sefron Marianne Jacobsen Lotte Bagge Annie Gam Pedersen Ulla Christensen Jannie Hansen Marianne Jensen | Straffsparksläggning 7 – 8 | Tina Svensson Ann Kristin Aarønes Agnete Carlsen Cathrine Zaborowski Hege Riise Linda Medalen Birthe Hegstad Gunn Nyborg Gro Espeseth | Hjørring Publik: 4 850 Domare: Lube Spassov (Bulgarien) | Hjørring Publik: 4 850 Domare: Lube Spassov (Bulgarien) |

|       | 11 juli 1991 | Italien | 0 – 3                            | Tyskland                            | Frederikshavn Stadion                                          |                                                                |
| 19:00 | 19:00        |         | (0 – 1) Rapport Uefa Rapport DFB | 30′, 57′ Heidi Mohr 59′ Sissy Raith | Frederikshavn Publik: 3 000 Domare: Roger Philippi (Luxemburg) | Frederikshavn Publik: 3 000 Domare: Roger Philippi (Luxemburg) |
| 19:00 | 19:00        |         |                                  |                                     | Frederikshavn Publik: 3 000 Domare: Roger Philippi (Luxemburg) | Frederikshavn Publik: 3 000 Domare: Roger Philippi (Luxemburg) |
| 19:00 | 19:00        |         |                                  |                                     | Frederikshavn Publik: 3 000 Domare: Roger Philippi (Luxemburg) | Frederikshavn Publik: 3 000 Domare: Roger Philippi (Luxemburg) |

### Bronsmatch
|       | 14 juli 1991 | Danmark                           | 0000 2 – 1 (e.fl.)               | Italien            | Aalborg Stadion                                            |                                                            |
| 12:00 | 12:00        | Helle Jensen 22′ Bonny Madsen 84′ | (1 – 0) Rapport Uefa rapport DBU | 69′ Silvia Fiorini | Ålborg Publik: 3 100 Domare: Raul Garcia de Loza (Spanien) | Ålborg Publik: 3 100 Domare: Raul Garcia de Loza (Spanien) |
| 12:00 | 12:00        |                                   |                                  |                    | Ålborg Publik: 3 100 Domare: Raul Garcia de Loza (Spanien) | Ålborg Publik: 3 100 Domare: Raul Garcia de Loza (Spanien) |
| 12:00 | 12:00        |                                   |                                  |                    | Ålborg Publik: 3 100 Domare: Raul Garcia de Loza (Spanien) | Ålborg Publik: 3 100 Domare: Raul Garcia de Loza (Spanien) |

### Final
|       | 14 juli 1991 | Tyskland                            | 0000 3 – 1 (e.fl.)               | Norge              | Aalborg Stadion                                          |                                                          |
| 14:30 | 14:30        | Heidi Mohr 63′, 83′ Silvia Neid 85′ | (0 – 0) Rapport Uefa Rapport DFB | 54′ Birthe Hegstad | Ålborg Publik: 6 000 Domare: James McCluskey (Skottland) | Ålborg Publik: 6 000 Domare: James McCluskey (Skottland) |
| 14:30 | 14:30        |                                     |                                  |                    | Ålborg Publik: 6 000 Domare: James McCluskey (Skottland) | Ålborg Publik: 6 000 Domare: James McCluskey (Skottland) |
| 14:30 | 14:30        |                                     |                                  |                    | Ålborg Publik: 6 000 Domare: James McCluskey (Skottland) | Ålborg Publik: 6 000 Domare: James McCluskey (Skottland) |

## Skytteliga
| - Heidi Mohr |

| 1 mål                           | 1 mål                          | 1 mål         |
| ------------------------------- | ------------------------------ | ------------- |
| - Helle Jensen - Silvia Fiorini | - Birthe Hegstad - Silvia Neid | - Sissy Raith |